# Gadomskie
Gadomskie (prononciation : [ɡaˈdɔmskʲɛ]) est un village polonais de la gmina de Myszyniec dans le powiat d'Ostrołęka de la voïvodie de Mazovie dans le centre-est de la Pologne.
Il se situe à environ 11 kilomètres à l'est de Myszyniec (siège de la gmina), 32 kilomètres au nord d'Ostrołęka (siège du powiat) et à 131 kilomètres au nord de Varsovie (capitale de la Pologne).

## Histoire
De 1975 à 1998, le village appartenait administrativement à la voïvodie d'Ostrołęka.